# Carrazedo (Bragance)
Pour les articles homonymes, voir Carrazedo.
Carrazedo fut une freguesia portugaise du concelho de Bragance, qui avait une superficie de 31,5 km2 pour une densité de population de 3,6 hab/km2 avec 114 habitants en 2011.
Elle disparut en 2013, dans l'action d'une réforme administrative nationale, ayant fusionné avec la freguesia de Castrelos, pour former une nouvelle freguesia nommée União das Freguesias de Castrelos e Carrazedo.